# Савильяно
Савильяно (итал. Savigliano; пьем. Savian o Savijan; лат. Savilianum) — итальянский город в провинции Кунео в Пьемонте. Население составляет 21 605 человек (на 2018 год).
Покровителем города почитается святой Себастьян. День города отмечается 19 августа.

## Экономика
В 1880 году в городе основан крупный машиностроительный завод Società Nazionale Officine di Savigliano (ит.), позднее получивший специализацию по постройке железнодорожного тягового подвижного состава, в частности поездов семейства «Пендолино». С 1970 года этот завод принадлежал компании Fiat, а с 2000-го принадлежит компании Alstom.
Кроме того, в Савильяно работают фабрики выпускающие сельскохозяйственную технику, шёлковая фабрика, сахарные заводы.
Ежегодно в городе проводится ярмарка сельскохозяйственной техники.

## Города-побратимы
- Пилос-Нестор, Греция (1962)
- Морманно, Италия (1989)
- Вилла Мария, Аргентина (2000)

## Известные уроженцы
- Санторре ди Сантароза (1783—1825) — итальянский революционер, политик и филэллин, погиб принимая участие в обороне острова Сфактирия от египетско-турецкой армии.
- Микеле Маццукато (1962) — итальянский астроном-любитель, первооткрыватель комет и астероидов, а также сверхновых звёзд.
- Лука Филиппи — итальянский автогонщик, пилот IndyCar и Формулы E, вице-чемпион GP2 (2011).

## Разное
В честь города назван астероид (216345) Савильяно, открытый Микеле Маццукато.
Промышленные электровозы серии «В» произведённые в Турине и доработанные на машиностроительном заводе Савильяно поставлялись в СССР в начале 30-х годов.